# Insomniac Games
Insomniac Games, Inc. is een Amerikaans computerspelontwikkelaar opgericht in 1994. Het bedrijf heeft spellen uitgebracht voor de PlayStation, PlayStation 2, PlayStation Portable, PlayStation 3, PlayStation 4 en de Xbox One. Ze hebben de eerste drie delen van de succesvolle serie Spyro the Dragon, Disruptor en de Ratchet and Clank-serie gemaakt. In totaal hebben ze 25 miljoen kopieën van deze spellen verkocht over de hele wereld en hebben een grote aantal prijzen daarvoor gewonnen. Insomniac heeft in 2006 Resistance: Fall of Man uitgebracht voor de PlayStation 3 en in 2008 is het vervolg Resistance 2 uitgebracht op de PlayStation 3.

## Ontwikkelde spellen
| Release | Naam                                         | Platform                         |
| ------- | -------------------------------------------- | -------------------------------- |
| 1996    | Disruptor                                    | PlayStation                      |
| 1998    | Spyro the Dragon                             | PlayStation                      |
| 1999    | Spyro 2: Ripto's Rage!                       | PlayStation                      |
| 2000    | Spyro: Year of the Dragon                    | PlayStation                      |
| 2002    | Ratchet & Clank                              | PlayStation 2                    |
| 2003    | Ratchet & Clank 2                            | PlayStation 2                    |
| 2004    | Ratchet & Clank 3                            | PlayStation 2                    |
| 2005    | Ratchet: Gladiator                           | PlayStation 2                    |
| 2006    | Resistance: Fall of Man                      | PlayStation 3                    |
| 2007    | Ratchet & Clank Future: Tools of Destruction | PlayStation 3                    |
| 2008    | Resistance 2                                 | PlayStation 3                    |
| 2008    | Ratchet & Clank Future: Quest for Booty      | PlayStation 3                    |
| 2009    | Ratchet & Clank Future: A Crack in Time      | PlayStation 3                    |
| 2011    | Resistance 3                                 | PlayStation 3                    |
| 2011    | Ratchet & Clank: All 4 One                   | PlayStation 3                    |
| 2012    | Ratchet & Clank: Full Frontal Assault        | PlayStation 3, PlayStation Vita  |
| 2012    | Outernauts                                   | IOS                              |
| 2013    | Fuse                                         | PlayStation 3, Xbox 360          |
| 2013    | Ratchet & Clank: Into the Nexus              | PlayStation 3                    |
| 2014    | Sunset Overdrive                             | Xbox One                         |
| 2015    | Slow Down, Bull                              | Windows                          |
| 2015    | Fruit Fusion                                 | Android, iOS                     |
| 2015    | Bad Dinos                                    | Android, iOS                     |
| 2015    | Digit & Dash                                 | iOS                              |
| 2016    | Ratchet & Clank                              | PlayStation 4                    |
| 2016    | Song of the Deep                             | Windows, PlayStation 4, Xbox One |
| 2016    | Edge of Nowhere                              | Windows                          |
| 2016    | The Unspoken                                 | Windows                          |
| 2016    | Feral Rites                                  | Windows                          |
| 2018    | Spider-Man                                   | PlayStation 4                    |
| 2018    | Seedling                                     | Magic Leap One                   |
| 2019    | Stormland                                    | Windows                          |
| 2019    | Strangelets                                  | Magic Leap One                   |
| 2020    | Spider-Man: Miles Morales                    | PlayStation 5                    |
| 2021    | Ratchet & Clank: Rift Apart                  | PlayStation 5                    |
| 2023    | Spider-Man 2                                 | PlayStation 5                    |